# Gewone tandpastakorst
Gewone tandpastakorst (Ochrolechia androgyna) is een korstmossoort uit de familie Ochrolechiaceae. Hij komt voor op bomen en hout en leeft in symbiose met een chlorococcoïde alg.

## Determinatie
Gewone tandpastakorst is een korstvormig korstmos met een variabel thallus. Het is vrij dik, grof, onregelmatig korrelig-wrattig. De kleur is wit tot donkergijs maar soms ook bruin getint. Het prothallus vaak opvallend, lichtgrijs. Apotheciën komen soms voor en staan verspreid. Ze hebben een diameter van 2 tot 4 mm, zijn niet berijpt en lichtroze tot oranjebruin van kleur.
Hij heeft de volgende kenmerkende kleurreacties: C+ (rood), K–, KC+ (oranje-rood), Pd–, UV–.
De ascospore meten 30–45 × 13–22 μm.

## Verspreiding
Het verspreidingsgebied van gewone tandpastakorst strekt zich uit over Noord-Amerika, Europa, Australië en Nieuw-Zeeland. In Nederland komt hij zeldzaam voor. Hij staat niet Nederlandse Rode Lijst en is niet bedreigd.